# Beugin
Beugin (flämisch: Belgin) ist eine französische Gemeinde mit 465 Einwohnern (Stand: 1. Januar 2022) im Département Pas-de-Calais in der Region Hauts-de-France. Sie gehört zum Arrondissement Béthune und zum Kanton Lillers. 

## Geographie
Die Gemeinde Beugin liegt am Oberlauf der Lawe, etwa 13 Kilometer südwestlich von Béthune. Nachbargemeinden von Beugin sind Divion im Norden, Houdain im Nordosten und Osten, Rebreuve-Ranchicourt im Südosten, La Comté im Süden und Westen sowie Ourton im Westen und Nordwesten.

## Bevölkerungsentwicklung
| Jahr                       | 1962 | 1968 | 1975 | 1982 | 1990 | 1999 | 2006 | 2013 | 2022 |
| Einwohner                  | 421  | 403  | 376  | 416  | 407  | 413  | 441  | 459  | 466  |
| Quellen: Cassini und INSEE |      |      |      |      |      |      |      |      |      |

## Sehenswürdigkeiten
- Kirche Saint-Rémi, wieder errichtet 1870

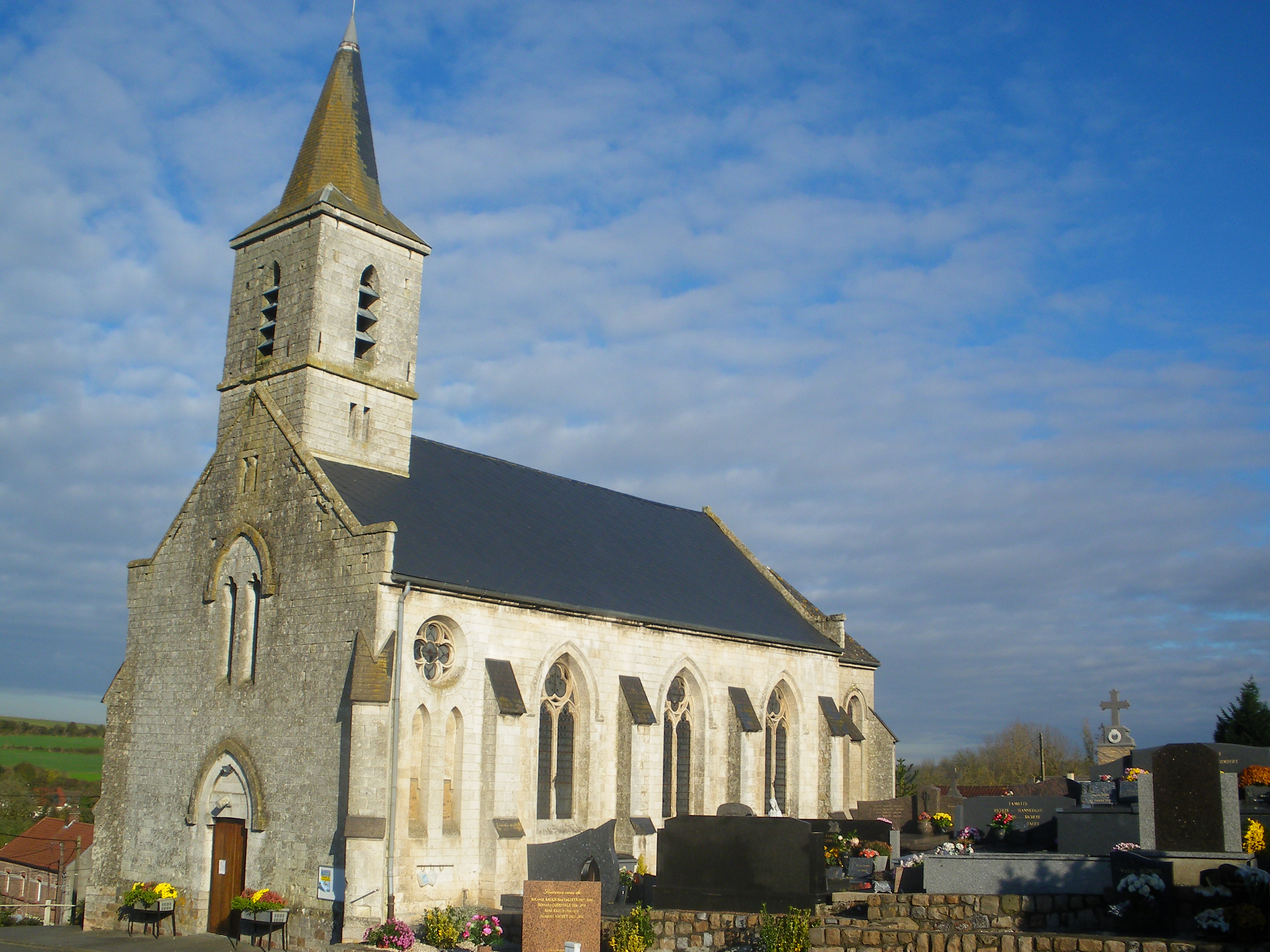
Kirche Saint-Rémi
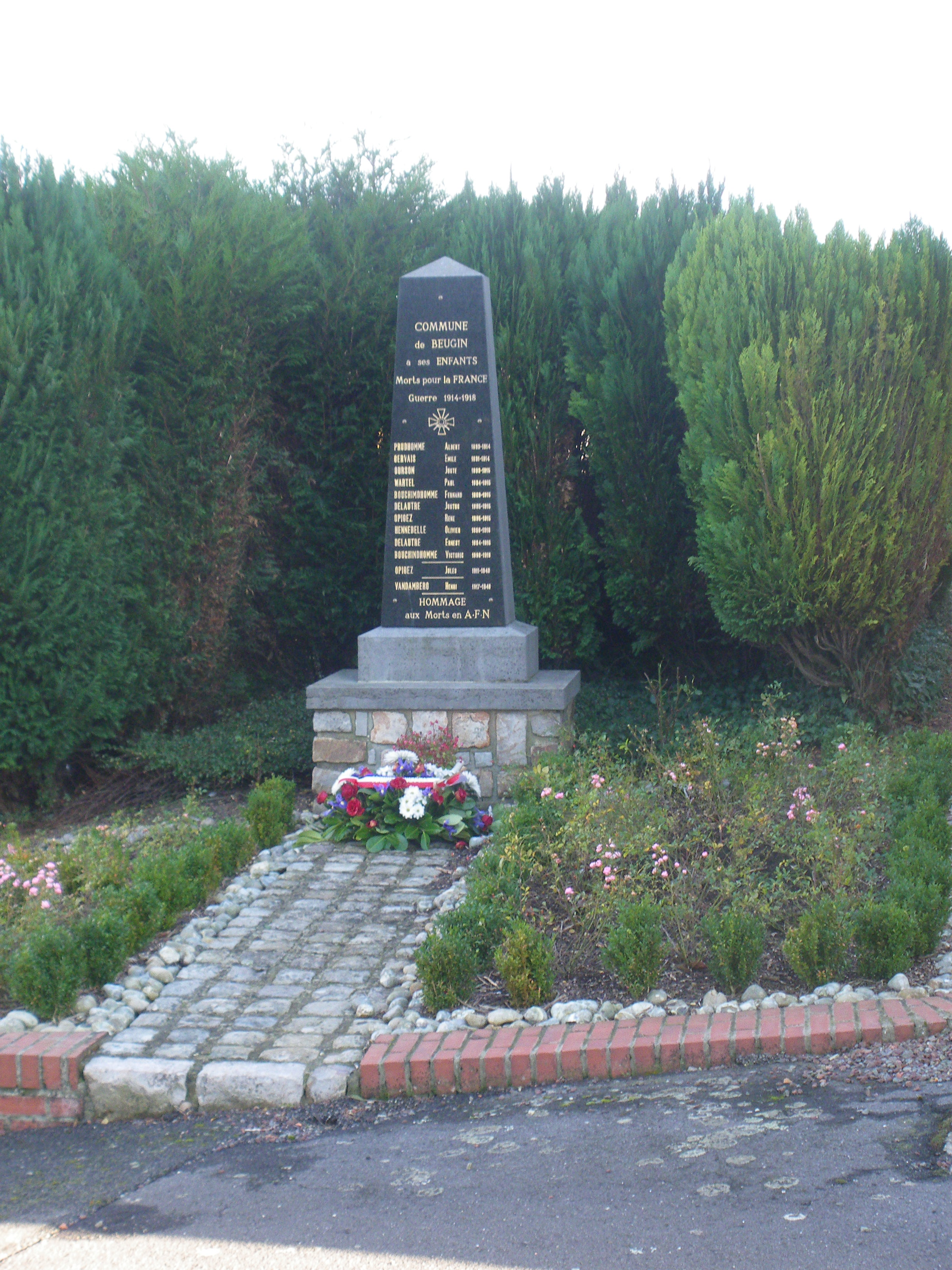
Gefallenendenkmal